# Mossano
Mossano är en ort och frazione i kommunen Barbarano Mossano i provinsen Vicenza i regionen Veneto i Italien. Mossano upphörde som kommun den 17 februari 2018 och bildade med den tidigare kommunen Barbarano Vicentino den nya kommunen Barbarano Mossano. Den tidiger kommunen hade 1 790 invånare (2017).